# Monte Cotento
Il Monte Cotento è un rilievo dei monti Simbruini, nel Lazio, nella provincia di Frosinone, nel comune di Filettino. Si trova all'interno del Parco naturale regionale dell'Appennino - Monti Simbruini.